# Kalsertal
Het Kalsertal of Kalser Tal is een dal in de regio Oost-Tirol in de Oostenrijkse deelstaat Tirol. Het gehele dal ligt binnen de gemeentegrenzen van Kals am Großglockner. Het dal wordt doorstroomd door de Kalserbach.
Het Kalsertal begint bij de inmonding van Kalserbach in de Isel vlak bij het dorpje Unterpeischlach (gemeente Kals). Van daaruit verloopt het dal in noordoostelijke richting, waarbij het achtereenvolgens van zuid naar noord in de gemeentefracties Unter- en Oberpeislach, Stansika, Haslach en Arnig is ingedeeld. Bij Lesach wordt het Kalsertal uiteindelijk een keteldal, waarin zich de gemeentefracties Lesach, Lana, Ködnitz, Großdorf, Glor en Burg bevinden. Bij het dorp Taurer uiteindelijk op en gaat het Kalsertal over in het Kalser Dorftal.